# Bruno Giordano (calciatore)
Bruno Giordano (Roma, 13 agosto 1956) è un ex calciatore e allenatore di calcio italiano, di ruolo attaccante.
È il calciatore con il maggior numero di reti realizzate nelle coppe nazionali con la maglia della Lazio (18).

## Biografia
Ha avuto una figlia dalla prima moglie Sabrina, che ha cresciuto da solo nel periodo in cui la donna frequentò Enrico De Pedis. Dalla seconda moglie Susanna ha avuto altri due figli, i quali hanno seguito le orme paterne intraprendendo a loro volta l'attività calcistica, pur senza assurgere ai livelli del genitore.

## Caratteristiche tecniche

### Giocatore

Da sinistra: Giordano, Careca e Maradona, il trio d'attacco "MaGiCa" del Napoli nella stagione 1987-1988

Dotato di un dribbling secco e di una potenza di tiro davvero rari, era capace di unire la forza di un centravanti alla classe di un trequartista; Diego Armando Maradona, suo compagno di squadra al Napoli, disse di lui: «Il più bravo in assoluto con il quale ho giocato è stato Careca, ma tra gli italiani non c'è dubbio, Bruno Giordano. Il più sudamericano tra quelli che sono nati nel vostro [...] paese».

## Carriera

### Calcio

#### Giocatore

##### Club

###### Lazio
Nato nel popolare rione romano di Trastevere, venne scoperto all'età di 13 anni da un ex giocatore della Lazio, Enrique Flamini, che lo portò nel club biancoceleste. Nei ruoli di ala destra o mezza punta vinse il campionato Primavera nella stagione 1975-1976, in squadra con Andrea Agostinelli, Lionello Manfredonia, Stefano Di Chiara e altri talenti.
Il 5 ottobre 1975 debuttò in Serie A grazie all'allenatore Giulio Corsini; quel giorno, proprio su passaggio di Giorgio Chinaglia, a Marassi contro la Sampdoria, Giordano segnò all'89' il gol della vittoria laziale. L'anno successivo il tecnico Tommaso Maestrelli gli affidò la maglia numero 9, che in precedenza era dell'idolo biancoceleste Chinaglia, trasferitosi nel frattempo ai New York Cosmos. Divenuto ben presto un punto fermo dell'undici capitolino, al termine della stagione 1978-1979 si laureò capocannoniere della Serie A con 19 reti.

Giordano in maglia biancoceleste nel campionato di Serie B 1982-1983

Questo positivo momento s'interruppe nel 1980, quandò finì coinvolto nello scandalo del Totonero, scoppiato il 23 marzo con l'arresto a Pescara, a fine partita, di Massimo Cacciatori, Lionello Manfredonia, Giuseppe Wilson e dello stesso Giordano: l'affaire portò alla retrocessione d'ufficio in Serie B della Lazio. Condannato dalla giustizia sportiva a tre anni e sei mesi (come pure Manfredonia), gli furono condonati un anno e sei mesi in seguito alla vittoria azzurra al campionato del mondo 1982; la giustizia ordinaria lo aveva invece già assolto e dichiarato innocente, il 22 dicembre 1980, per «non aver commesso il fatto».
Poté rientrare in squadra in occasione del campionato di Serie B 1982-1983, dove con 18 gol trascinò la squadra verso la promozione in Serie A, primeggiando al contempo nella classifica marcatori. Nel 1983, nella trasferta di Ascoli, s'infortunò gravemente in uno scontro con l'ascolano Antonio Bogoni, rimediando la rottura di tibia e perone; al suo rientro contribuì comunque alla causa biancoceleste, rivelandosi decisivo in una corsa alla salvezza colta all'ultima giornata, nella trasferta di Pisa.
Nella stagione 1984-1985, tuttavia, le sue reti non bastarono a evitare alla Lazio una nuova caduta in Serie B. Lasciò quindi la formazione biancoceleste, dopo dieci anni di militanza in cui totalizzò 108 gol totali, che ne fanno tuttora il quinto bomber di sempre della storia laziale.

###### Napoli
La sua carriera continuò quindi nel Napoli di Diego Armando Maradona, dove arrivò nell'estate 1985 per la cifra di oltre 5 miliardi di lire, e col quale vinse nella stagione 1986-1987 uno storico double composto dallo scudetto, il primo nella storia del club partenopeo, e dalla Coppa Italia. Negli anni sotto al Vesuvio fece parte del cosiddetto tridente "MaGiCa", prima con Maradona e Andrea Carnevale, e poi nell'annata 1987-1988 con Maradona e il neoacquisto Careca.
Proprio questa fu tuttavia l'ultima stagione di Giordano in maglia azzurra, venendo di fatto defenestrato dalla società insieme ad altri tre compagni di spogliatoio (Salvatore Bagni, Moreno Ferrario e Claudio Garella) dopo la crisi di risultati che nel finale di campionato vide il Napoli, fin lì a un passo dal bis scudetto, clamorosamente rimontato e superato dal Milan: tale harakiri venne attribuito, da taluni, proprio alla presunta ribellione dei succitati quattro nei confronti dell'allenatore Ottavio Bianchi.
Seppur tale circostanza sia stata in seguito sempre smentita dai diretti interessati, l'amaro epilogo di stagione segnò comunque la fine del rapporto tra i quattro e il club azzurro.

###### Ascoli e Bologna

Giordano esultante all'Ascoli al termine del campionato di Serie B 1990-1991, per la sopraggiunta promozione della squadra in Serie A.

Lasciata la Campania, Giordano si spostò in provincia, proseguendo la carriera dapprima nell'Ascoli, dove ebbe un'ottima stagione, poi nel campionato 1989-1990 al Bologna, e infine di nuovo ad Ascoli, dove nella stagione 1990-1991 contribuì a riportare il club in massima categoria: qui Giordano chiuse la carriera agonistica nel 1992. In questi anni conclusivi, diminuì via via il suo bottino sottorete, pur superando comunque il traguardo dei 100 gol in Serie A, toccato con la maglia ascolana.

##### Nazionale
Nella nazionale Under-21 di Azeglio Vicini vantò, in qualità di fuori quota, 16 presenze coronate da 8 gol.

Giordano al debutto in nazionale maggiore il 21 dicembre 1978

Esordì nella nazionale maggiore il 21 dicembre 1978, in tandem con Paolo Rossi, entrando al posto di Francesco Graziani contro la Spagna. Le sue presenze furono 13, coronate da un gol, segnato in amichevole contro la Grecia il 5 ottobre 1983.

#### Allenatore e dirigente
La carriera da allenatore di Giordano inizia sulla panchina del Monterotondo, in Serie D. Nel 1997 vince il primo campionato, alla guida del Crotone: con i Pitagorici conquista la promozione in Serie C2. Poi ancora Serie D con il Tivoli (esonerato), Serie C2 con il Fano e il Frosinone (esonerato), e Serie C1 con l'Ancona, la Nocerina, il Lecco (esonerato), L’Aquila (esonerato) e la Reggiana, con cui nel 2004-2005 arriva ai play-off per la Serie B, uscendo in semifinale contro l'Avellino.
In cadetteria Giordano approda per la prima volta nella stagione 2005-2006, subentrando in corsa alla guida del Catanzaro, ma anche questa esperienza si conclude con un esonero. Il direttore sportivo del Messina, Marco Valentini, lo chiama quindi sulla panchina giallorossa, che dopo le sentenze di Calciopoli si ritrova a disputare il campionato di Serie A. Giordano, all'esordio nella massima serie da allenatore, viene sollevato dall'incarico il 30 gennaio 2007; viene richiamato in panchina in sostituzione di Alberto Cavasin il successivo 2 aprile, tuttavia il 23 dello stesso mese, dopo quattro sconfitte consecutive, viene nuovamente esonerato e sostituito da Bruno Bolchi.
Il 19 aprile 2009 approda sulla panchina del Pisa, subentrando all'esonerato Gian Piero Ventura. A fine campionato la squadra retrocede, classificandosi al ventesimo posto: dal momento del suo arrivo la squadra aveva un vantaggio di 6 punti sulla zona retrocessione e, ironia della sorte, è il Brescia di Cavasin, colui il quale sostituì e poi venne sostituito sempre da Giordano a Messina, a sancire la sconfitta dei pisani al 94' dell'ultima partita di campionato; fino a quel momento, il Pisa non era mai stato in zona retrocessione per tutta la durata del torneo.
Dal 7 febbraio 2011 diventa l'allenatore della Ternana, subentrando a Fernando Orsi. La squadra, dopo i negativi play-out contro il Foligno, retrocede in Seconda Divisione, e il successivo 29 giugno il tecnico viene esonerato dal club umbro. Il 28 ottobre 2013 viene chiamato sulla panchina dell'Ascoli, in sostituzione del dimissionario Rosario Pergolizzi. Il 20 febbraio 2014, a causa di alcune divergenze con la nuova proprietà del club, viene esonerato per lasciare il posto a Flavio Destro. Dopo essere rimasto senza squadra per circa un anno, Giordano tenta la sua prima avventura estera approdando al club ungherese del Tatabánya, militante in Nemzeti Bajnokság III. L'esperienza si conclude tuttavia dopo pochi mesi con le dimissioni.
Il 19 ottobre 2016 è nominato direttore generale del Gragnano, squadra di Serie D.

### Calcio a 5
Lasciato il calcio, intraprese la carriera di giocatore di calcio a 5, militando per alcuni mesi nella formazione romana del Torrino.

### Dopo il ritiro
È diventato opinionista sportivo nonché commentatore tecnico per emittenti radiofoniche e televisive sia nazionali, come Rai o Mediaset, sia regionali, come Radio Sei.
Nell'estate 2009 è stato commentatore tecnico di alcune partite dell'europeo Under-21 e della Confederations Cup per Rai Sport.
In occasione del campionato del mondo 2010 è stato opinionista per la trasmissione di Rai 1 Notti mondiali, condotta da Paola Ferrari. Da settembre dello stesso anno entra a far parte della squadra opinionisti di Mediaset Premium.
Nell'estate del 2021 affianca Giacomo Capuano nella telecronaca di alcune partite del campionato d'Europa 2020 su Rai 1. Negli anni seguenti è opinionista per varie trasmissioni di Rai Sport, tra cui 90º minuto; con lo stesso ruolo, segue il pre e post-partita in occasione della finale della UEFA Europa League 2023-2024 e del campionato d'Europa 2024.

## Statistiche

### Presenze e reti nei club
| Stagione        | Squadra         | Campionato      | Campionato | Campionato | Coppe nazionali | Coppe nazionali | Coppe nazionali | Coppe continentali | Coppe continentali | Coppe continentali | Altre coppe | Altre coppe | Altre coppe | Totale | Totale |
| Stagione        | Squadra         | Comp            | Pres       | Reti       | Comp            | Pres            | Reti            | Comp               | Pres               | Reti               | Comp        | Pres        | Reti        | Pres   | Reti   |
| --------------- | --------------- | --------------- | ---------- | ---------- | --------------- | --------------- | --------------- | ------------------ | ------------------ | ------------------ | ----------- | ----------- | ----------- | ------ | ------ |
| 1975-1976       | Lazio           | A               | 14         | 5          | CI              | 9               | 1               | CU                 | 4                  | 1                  | -           | -           | -           | 27     | 7      |
| 1976-1977       | Lazio           | A               | 26         | 10         | CI              | 4               | 3               | -                  | -                  | -                  | -           | -           | -           | 30     | 13     |
| 1977-1978       | Lazio           | A               | 29         | 12         | CI              | 3               | 3               | CU                 | 4                  | 3                  | -           | -           | -           | 36     | 18     |
| 1978-1979       | Lazio           | A               | 30         | 19         | CI              | 6               | 2               | -                  | -                  | -                  | -           | -           | -           | 36     | 21     |
| 1979-1980       | Lazio           | A               | 23         | 9          | CI              | 6               | 3               | -                  | -                  | -                  | -           | -           | -           | 29     | 12     |
| 1980-1981       | Lazio           | B               | -          | -          | CI              | -               | -               | -                  | -                  | -                  | -           | -           | -           | -      | -      |
| 1981-1982       | Lazio           | B               | -          | -          | CI              | -               | -               | -                  | -                  | -                  | -           | -           | -           | -      | -      |
| 1982-1983       | Lazio           | B               | 38         | 18         | CI              | 5               | 3               | -                  | -                  | -                  | -           | -           | -           | 43     | 21     |
| 1983-1984       | Lazio           | A               | 18         | 8          | CI              | 5               | 0               | -                  | -                  | -                  | -           | -           | -           | 23     | 8      |
| 1984-1985       | Lazio           | A               | 25         | 5          | CI              | 5               | 3               | -                  | -                  | -                  | -           | -           | -           | 30     | 8      |
| Totale Lazio    | Totale Lazio    | Totale Lazio    | 203        | 86         |                 | 43              | 18              |                    | 8                  | 4                  |             | -           | -           | 254    | 108    |
| 1985-1986       | Napoli          | A               | 25         | 10         | CI              | 5               | 1               | -                  | -                  | -                  | -           | -           | -           | 30     | 11     |
| 1986-1987       | Napoli          | A               | 26         | 5          | CI              | 13              | 10              | CU                 | 2                  | 0                  | -           | -           | -           | 41     | 15     |
| 1987-1988       | Napoli          | A               | 27         | 8          | CI              | 9               | 3               | CC                 | 2                  | 0                  | -           | -           | -           | 38     | 11     |
| Totale Napoli   | Totale Napoli   | Totale Napoli   | 78         | 23         |                 | 27              | 14              |                    | 4                  | 0                  |             | -           | -           | 109    | 37     |
| 1988-1989       | Ascoli          | A               | 26         | 10         | CI              | 1               | 2               | -                  | -                  | -                  | -           | -           | -           | 27     | 12     |
| 1989-1990       | Bologna         | A               | 33         | 7          | CI              | 4               | 2               | -                  | -                  | -                  | -           | -           | -           | 37     | 9      |
| 1990-1991       | Ascoli          | B               | 20         | 1          | CI              | 2               | 0               | -                  | -                  | -                  | -           | -           | -           | 22     | 1      |
| 1991-1992       | Ascoli          | A               | 17         | 2          | CI              | 2               | 2               | -                  | -                  | -                  | -           | -           | -           | 19     | 4      |
| Totale Ascoli   | Totale Ascoli   | Totale Ascoli   | 63         | 13         |                 | 9               | 6               |                    | -                  | -                  |             | -           | -           | 66     | 17     |
| Totale carriera | Totale carriera | Totale carriera | 377        | 129        |                 | 79              | 38              |                    | 12                 | 4                  |             | -           | -           | 456    | 171    |

### Cronologia presenze e reti in nazionale
| Cronologia completa delle presenze e delle reti in nazionale ― Italia | Cronologia completa delle presenze e delle reti in nazionale ― Italia | Cronologia completa delle presenze e delle reti in nazionale ― Italia | Cronologia completa delle presenze e delle reti in nazionale ― Italia | Cronologia completa delle presenze e delle reti in nazionale ― Italia | Cronologia completa delle presenze e delle reti in nazionale ― Italia | Cronologia completa delle presenze e delle reti in nazionale ― Italia | Cronologia completa delle presenze e delle reti in nazionale ― Italia |
| Data                                                                  | Città                                                                 | In casa                                                               | Risultato                                                             | Ospiti                                                                | Competizione                                                          | Reti                                                                  | Note                                                                  |
| --------------------------------------------------------------------- | --------------------------------------------------------------------- | --------------------------------------------------------------------- | --------------------------------------------------------------------- | --------------------------------------------------------------------- | --------------------------------------------------------------------- | --------------------------------------------------------------------- | --------------------------------------------------------------------- |
| 21-12-1978                                                            | Roma                                                                  | Italia                                                                | 1 – 0                                                                 | Spagna                                                                | Amichevole                                                            | -                                                                     |                                                                       |
| 13-6-1979                                                             | Zagabria                                                              | Jugoslavia                                                            | 4 – 1                                                                 | Italia                                                                | Amichevole                                                            | -                                                                     |                                                                       |
| 26-9-1979                                                             | Firenze                                                               | Italia                                                                | 1 – 0                                                                 | Svezia                                                                | Amichevole                                                            | -                                                                     |                                                                       |
| 17-11-1979                                                            | Udine                                                                 | Italia                                                                | 2 – 0                                                                 | Svizzera                                                              | Amichevole                                                            | -                                                                     |                                                                       |
| 5-10-1983                                                             | Bari                                                                  | Italia                                                                | 3 – 0                                                                 | Grecia                                                                | Amichevole                                                            | 1                                                                     |                                                                       |
| 15-10-1983                                                            | Napoli                                                                | Italia                                                                | 0 – 3                                                                 | Svezia                                                                | Qual. Euro 1984                                                       | -                                                                     |                                                                       |
| 16-11-1983                                                            | Praga                                                                 | Cecoslovacchia                                                        | 2 – 0                                                                 | Italia                                                                | Qual. Euro 1984                                                       | -                                                                     |                                                                       |
| 22-5-1984                                                             | Zurigo                                                                | Germania Ovest                                                        | 1 – 0                                                                 | Italia                                                                | Amichevole                                                            | -                                                                     | 79’                                                                   |
| 26-5-1984                                                             | Toronto                                                               | Canada                                                                | 0 – 2                                                                 | Italia                                                                | Amichevole                                                            | -                                                                     |                                                                       |
| 30-5-1984                                                             | New York                                                              | Stati Uniti                                                           | 0 – 0                                                                 | Italia                                                                | Amichevole                                                            | -                                                                     |                                                                       |
| 13-3-1985                                                             | Atene                                                                 | Grecia                                                                | 0 – 0                                                                 | Italia                                                                | Amichevole                                                            | -                                                                     |                                                                       |
| 2-6-1985                                                              | Città del Messico                                                     | Messico                                                               | 1 – 1                                                                 | Italia                                                                | Amichevole                                                            | -                                                                     |                                                                       |
| 25-9-1985                                                             | Lecce                                                                 | Italia                                                                | 1 – 2                                                                 | Norvegia                                                              | Amichevole                                                            | -                                                                     |                                                                       |
| Totale                                                                |                                                                       | Presenze                                                              | 13                                                                    |                                                                       | Reti                                                                  | 1                                                                     |                                                                       |

### Statistiche da allenatore
| Stagione            | Squadra         | Campionato      | Campionato | Campionato | Campionato | Campionato | Coppe nazionali | Coppe nazionali | Coppe nazionali | Coppe nazionali | Coppe nazionali | Coppe continentali | Coppe continentali | Coppe continentali | Coppe continentali | Coppe continentali | Altre coppe | Altre coppe | Altre coppe | Altre coppe | Altre coppe | Totale | Totale | Totale | Totale | % Vittorie | Piazzamento              |
| Stagione            | Squadra         | Comp            | G          | V          | N          | P          | Comp            | G               | V               | N               | P               | Comp               | G                  | V                  | N                  | P                  | Comp        | G           | V           | N           | P           | G      | V      | N      | P      | %          | Piazzamento              |
| ------------------- | --------------- | --------------- | ---------- | ---------- | ---------- | ---------- | --------------- | --------------- | --------------- | --------------- | --------------- | ------------------ | ------------------ | ------------------ | ------------------ | ------------------ | ----------- | ----------- | ----------- | ----------- | ----------- | ------ | ------ | ------ | ------ | ---------- | ------------------------ |
| 1993-1994           | Monterotondo    | CND             | 34         | 15         | 11         | 8          | CI-D (c.n.d)    | ?               | ?               | ?               | ?               | -                  | -                  | -                  | -                  | -                  | -           | -           | -           | -           | -           | 34     | 15     | 11     | 8      | 44,12      | 5°                       |
| 1995-1996           | Fano            | C2              | 23         | 6          | 10         | 7          | -               | -               | -               | -               | -               | -                  | -                  | -                  | -                  | -                  | -           | -           | -           | -           | -           | 23     | 6      | 10     | 7      | 26,09      | Sub., Eson.              |
| feb.-mag. 1997      | Crotone         | CND             | 16+2       | 11         | 3+1        | 2+1        | -               | -               | -               | -               | -               | -                  | -                  | -                  | -                  | -                  | -           | -           | -           | -           | -           | 23     | 6      | 10     | 7      | 26,09      | Sub., 1° (prom.)         |
| ago.-nov. 1997      | Frosinone       | C2              | 9          | 2          | 4          | 3          | CI-C            | 5               | 3               | 1               | 1               | -                  | -                  | -                  | -                  | -                  | -           | -           | -           | -           | -           | 14     | 5      | 5      | 4      | 35,71      | Eson.                    |
| apr.-mag. 1999      | Ancona          | C1              | 4+2        | 0+1        | 3          | 1+1        | -               | -               | -               | -               | -               | -                  | -                  | -                  | -                  | -                  | -           | -           | -           | -           | -           | 6      | 1      | 3      | 2      | 16,67      | Sub., 14°                |
| gen.-mar. 2000      | Nocerina        | C1              | 11         | 3          | 7          | 1          | -               | -               | -               | -               | -               | -                  | -                  | -                  | -                  | -                  | -           | -           | -           | -           | -           | 11     | 3      | 7      | 1      | 27,27      | Sub., Eson.              |
| ago.-ott. 2000      | Lecco           | C1              | 8          | 0          | 1          | 7          | CI-C            | 4               | 0               | 1               | 3               | -                  | -                  | -                  | -                  | -                  | -           | -           | -           | -           | -           | 12     | 0      | 2      | 10     | &0,00      | Eson.                    |
| feb.-mar. 2002      | Tivoli          | D               | 6          | 2          | 4          | 0          | -               | -               | -               | -               | -               | -                  | -                  | -                  | -                  | -                  | -           | -           | -           | -           | -           | 6      | 2      | 4      | 0      | 33,33      | Sub., Eson.              |
| dic. 2002-feb. 2003 | Aquila          | C1              | 7          | 1          | 1          | 5          | CI-C            | 1               | 0               | 1               | 0               | -                  | -                  | -                  | -                  | -                  | -           | -           | -           | -           | -           | 8      | 1      | 2      | 5      | 12,50      | Sub., Eson.              |
| mag.-giu. 2004      | Reggiana        | C1              | 0+2        | 0+1        | 0          | 0+1        | -               | -               | -               | -               | -               | -                  | -                  | -                  | -                  | -                  | -           | -           | -           | -           | -           | 2      | 1      | 0      | 1      | 50,00      | Sub., 15°                |
| 2004-2005           | Reggiana        | C1              | 34+2       | 13         | 15+1       | 6+1        | CI-C            | 4               | 0               | 2               | 2               | -                  | -                  | -                  | -                  | -                  | -           | -           | -           | -           | -           | 40     | 13     | 18     | 9      | 32,50      | 5°                       |
| Totale Reggiana     | Totale Reggiana | Totale Reggiana | 38         | 14         | 16         | 8          |                 | 4               | 0               | 2               | 2               |                    | -                  | -                  | -                  | -                  |             | -           | -           | -           | -           | 42     | 14     | 18     | 10     | 33,33      |                          |
| gen.-apr. 2006      | Catanzaro       | B               | 13         | 5          | 1          | 7          | -               | -               | -               | -               | -               | -                  | -                  | -                  | -                  | -                  | -           | -           | -           | -           | -           | 13     | 5      | 1      | 7      | 38,46      | Sub., Eson.              |
| 2006-apr. 2007      | Messina         | A               | 25         | 3          | 7          | 15         | CI              | 5               | 3               | 0               | 2               | -                  | -                  | -                  | -                  | -                  | -           | -           | -           | -           | -           | 30     | 6      | 7      | 17     | 20,00      | Sub., Eson., Sub., Eson. |
| apr.-mag. 2009      | Pisa            | B               | 6          | 1          | 2          | 3          | -               | -               | -               | -               | -               | -                  | -                  | -                  | -                  | -                  | -           | -           | -           | -           | -           | 6      | 1      | 2      | 3      | 16,67      | Sub., 20° (retr.)        |
| feb.-giu. 2011      | Ternana         | 1D              | 12+2       | 3          | 4+1        | 5+1        | -               | -               | -               | -               | -               | -                  | -                  | -                  | -                  | -                  | -           | -           | -           | -           | -           | 14     | 3      | 5      | 6      | 21,43      | Sub., 15°                |
| 2013-2014           | Ascoli          | 1D              | 14         | 2          | 4          | 8          | -               | -               | -               | -               | -               | -                  | -                  | -                  | -                  | -                  | -           | -           | -           | -           | -           | 14     | 2      | 4      | 8      | 14,29      | Sub., Eson.              |
| 2015-2016           | Tatabánya       | NB3             | 20         | 10         | 3          | 7          | -               | -               | -               | -               | -               | -                  | -                  | -                  | -                  | -                  | -           | -           | -           | -           | -           | 20     | 10     | 3      | 7      | 50,00      |                          |
| Totale carriera     | Totale carriera | Totale carriera | 252        | 79         | 83         | 90         |                 | 19              | 6               | 5               | 8               |                    | -                  | -                  | -                  | -                  |             | -           | -           | -           | -           | 271    | 85     | 88     | 98     | 31,37      |                          |

## Palmarès

### Calcio

#### Giocatore

##### Club

###### Competizioni giovanili
- Campionato Under 23: 1

Lazio: 1973-1974
- Torneo Internazionale Sanremo: 1

Lazio: 1974
- Campionato Primavera: 1

Lazio: 1975-1976

###### Competizioni nazionali
- Campionato italiano: 1

Napoli: 1986-1987
- Coppa Italia: 1

Napoli: 1986-1987

##### Individuale
- Capocannoniere della Serie A: 1

1978-1979 (19 gol)
- Capocannoniere della Serie B: 1

1982-1983 (18 gol)
- Capocannoniere della Coppa Italia: 1

1986-1987 (10 gol)

#### Allenatore
- Campionato Nazionale Dilettanti: 1

Crotone: 1996-1997 (girone I)